# فخ

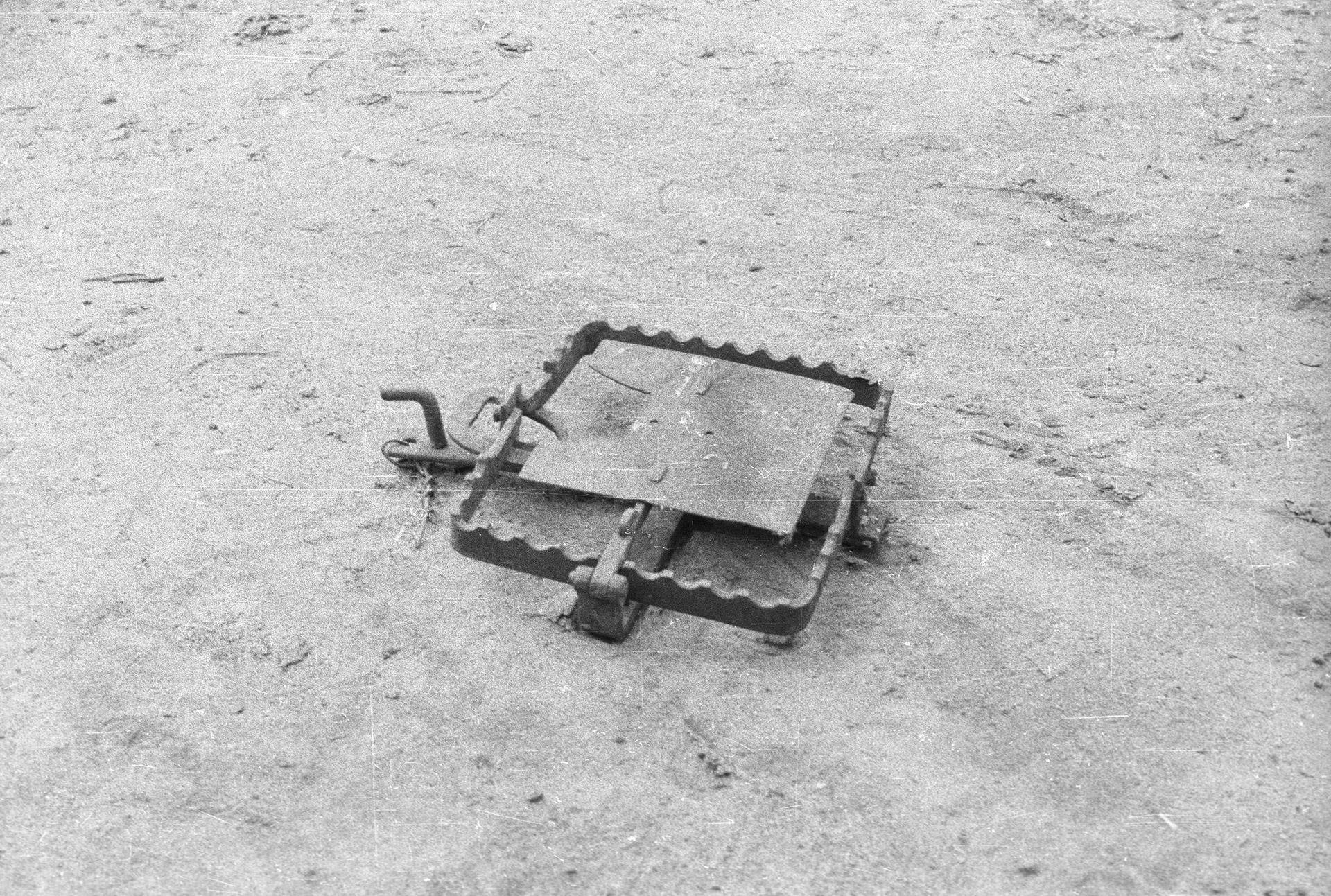

الفخ هي أذات من أدوات المستعملة في الصيد، تتنوع الطرق المستعملة. يمكن صيد الحيوانات لعدة أغراض، بما في ذلك الغذاء وتجارة الفراء، والصيد، ومكافحة الآفات، وإدارة الحياة البرية.